# Faculdade Sociesc de Blumenau

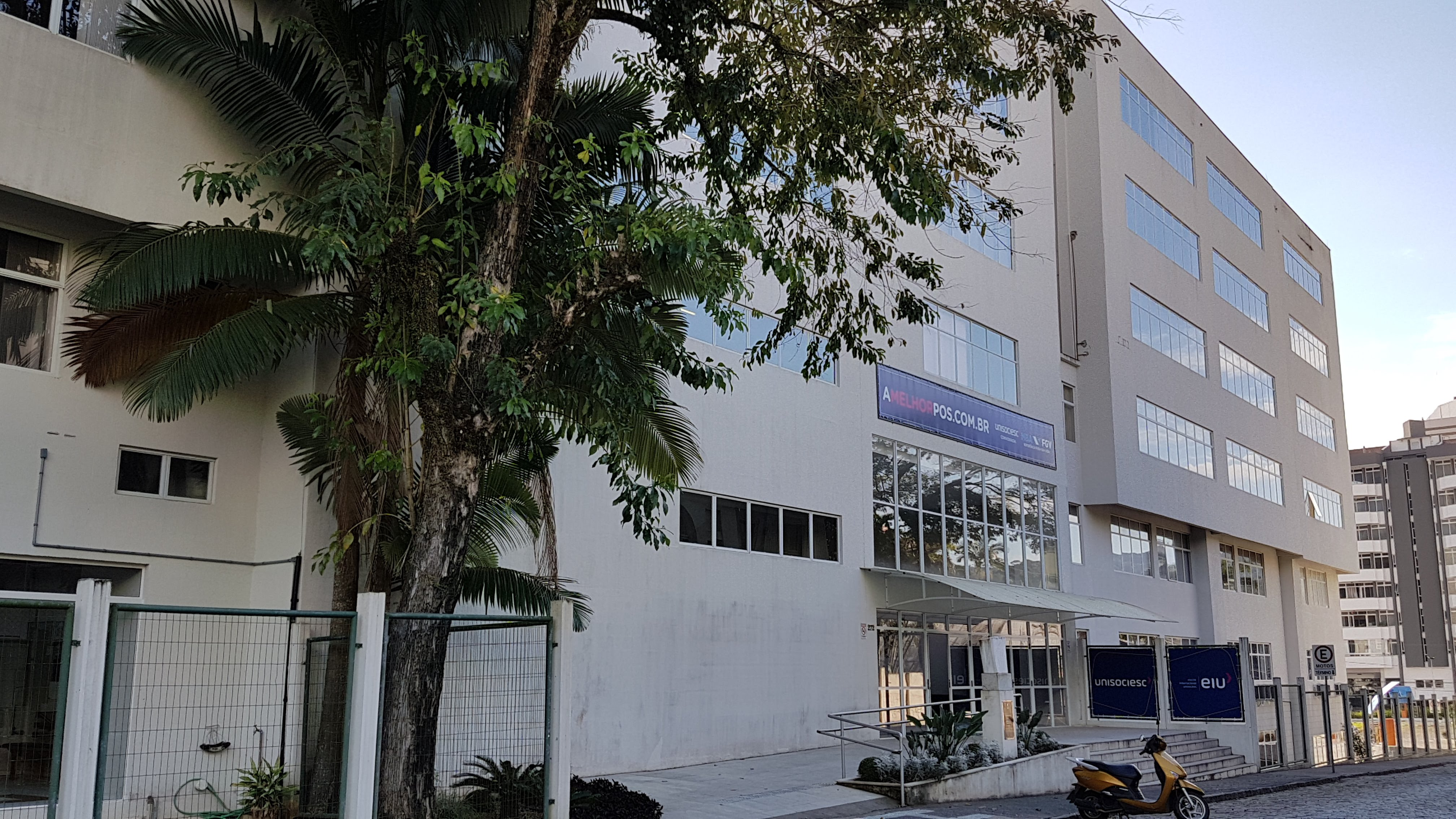
Faculdade Sociesc de Blumenau

A Faculdade Sociesc de Blumenau, antigo Instituto Blumenauense de Ensino Superior (Ibes), é uma instituição de ensino superior da cidade de Blumenau que iniciou suas atividades no ano 2000. Faz parte da Universidade Sociedade Educacional de Santa Catarina (Unisociesc) desde 2007, que também mantém polos em Balneário Camboriú, Curitiba, Florianópolis, Joinville e São Bento do Sul. Mantém laboratórios de rádio, fotografia, estúdio de televisão, além de uma agência experimental de comunicação, para prática acadêmica. Acadêmicos de Direito realizam atendimento à comunidade através do Escritório Modelo de Advocacia e da Câmara de Conciliação em convênio com o Tribunal de Justiça.